# V723 Monocerotis
V723 Monocerotis (V723 Mon) ist ein veränderlicher Stern im Sternbild Monoceros (Einhorn). Vermutlich handelt es sich um ein Doppelsternsystem, das ein stellares Schwarzes Loch an der unteren Massegrenze mit inoffizieller Bezeichnung „The Unicorn“ enthält.
Mit einer Entfernung von 1.500 Lichtjahren zur Erde ist es möglicherweise das unserem Planeten am nächsten gelegene Schwarze Loch und das kleinste, das jemals gefunden wurde.
V723 Monocerotis ist ein ellipsoid veränderlicher Roter Riese der achten Größenklasse, der etwa die Masse der Sonne hat, aber den 25-fachen Durchmesser.
Das ihn begleitende Schwarze Loch hat vermutlich die 2,6-fache Masse der Sonne, was einem Schwarzschild-Radius von etwa 10 Kilometern entspricht.
2022 veröffentlichte Untersuchungen bestätigten die Identifizierung als schwarzes Loch nicht, stattdessen handelt es sich um einen Roten Riesen und einen (durch den Begleiter eines Teils seiner Masse beraubten) Unterriesen.